# Андрій Беотійський
Андрій (дав.-гр. νδρεύς) — персонаж древнегрецької міфології. Син Пенея або ж Мінія. Перша людина, яка оселилася в області беотійського Орхомена, що за його ім'ям отримала назву Андреїди.  Був одружений з Евіппою, яка мала від нього сина Етеокла.